# Aelia Ariadne
Aelia Ariadne, född på 450-talet, död 515, var en östromersk kejsarinna 474–475 och 476–515, gift med kejsarna Zeno och Anastasios I, och mor till kejsar Leo II. Hon var dotter till kejsar Leo I och Verina, syster till Leontia Porphyrogenita och systerdotter till Flavius Basiliskos. Aelia Ariadne spelade en politisk roll och medverkade i att placera både sin första make på tronen och sedan utse och placera hans efterträdare på tronen.

## Biografi
Aelia Ariadne gifte sig med Zeno i ett arrangerat äktenskap 467. Paret fick sonen Leo.
När hennes far avled 474 besteg hennes son tronen med namnet Leo II. Eftersom hennes son var ett barn, placerade Aelia Ariadne med hjälp av sin mor sin make Zeno på tronen. Senare samma år avled hennes son.
9 januari 475 placerade hennes morbror Flavius Basiliskos på tronen som kejsare. I augusti 476 kunde hennes make Zeno återta tronen från hennes morbror.
Efter Zenos död 491 utsåg hon Anastasios I till hans efterträdare, gifte sig med honom och placerade honom på tronen som kejsare.

## Galleri

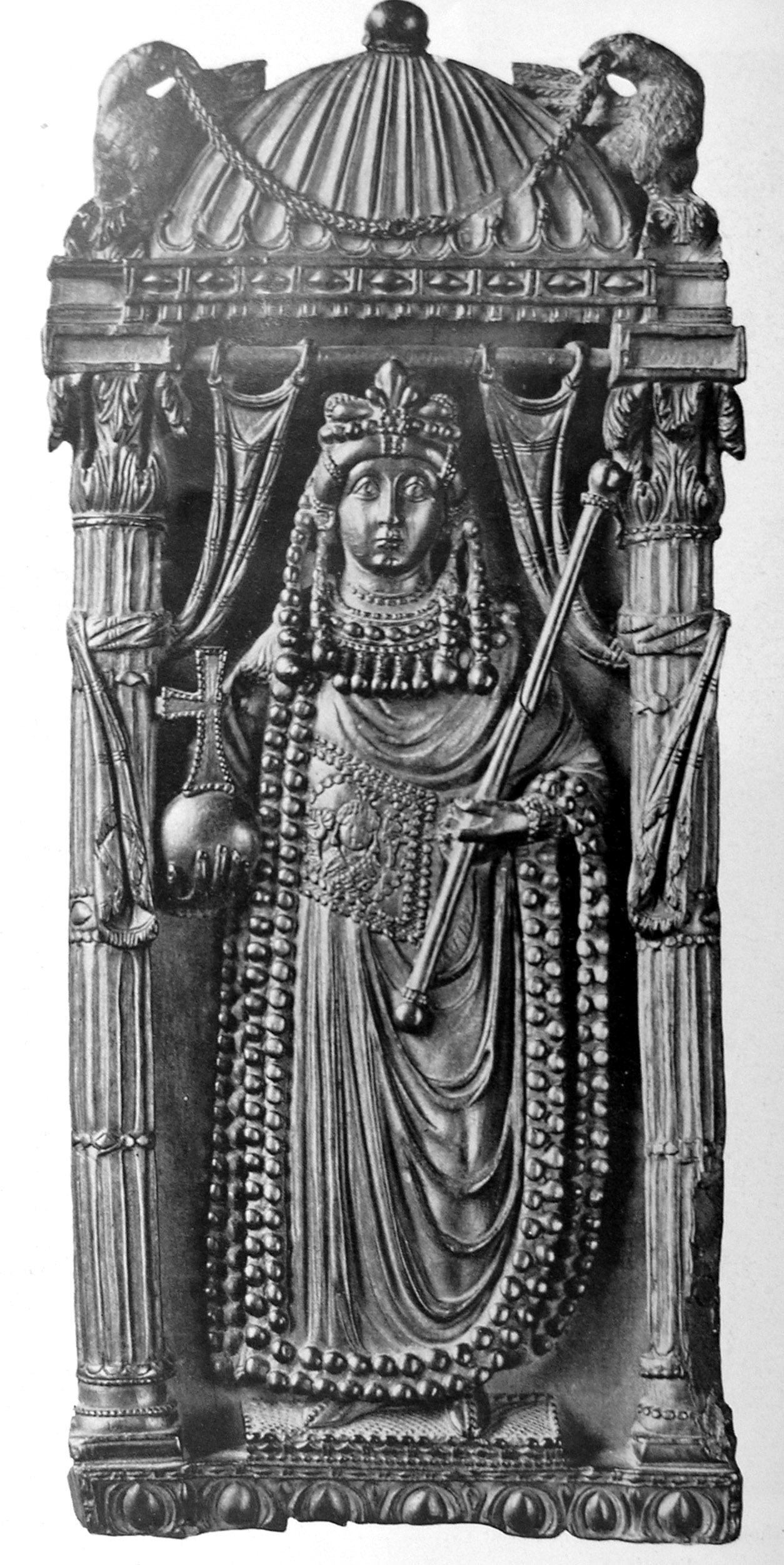
Aelia Ariadne.
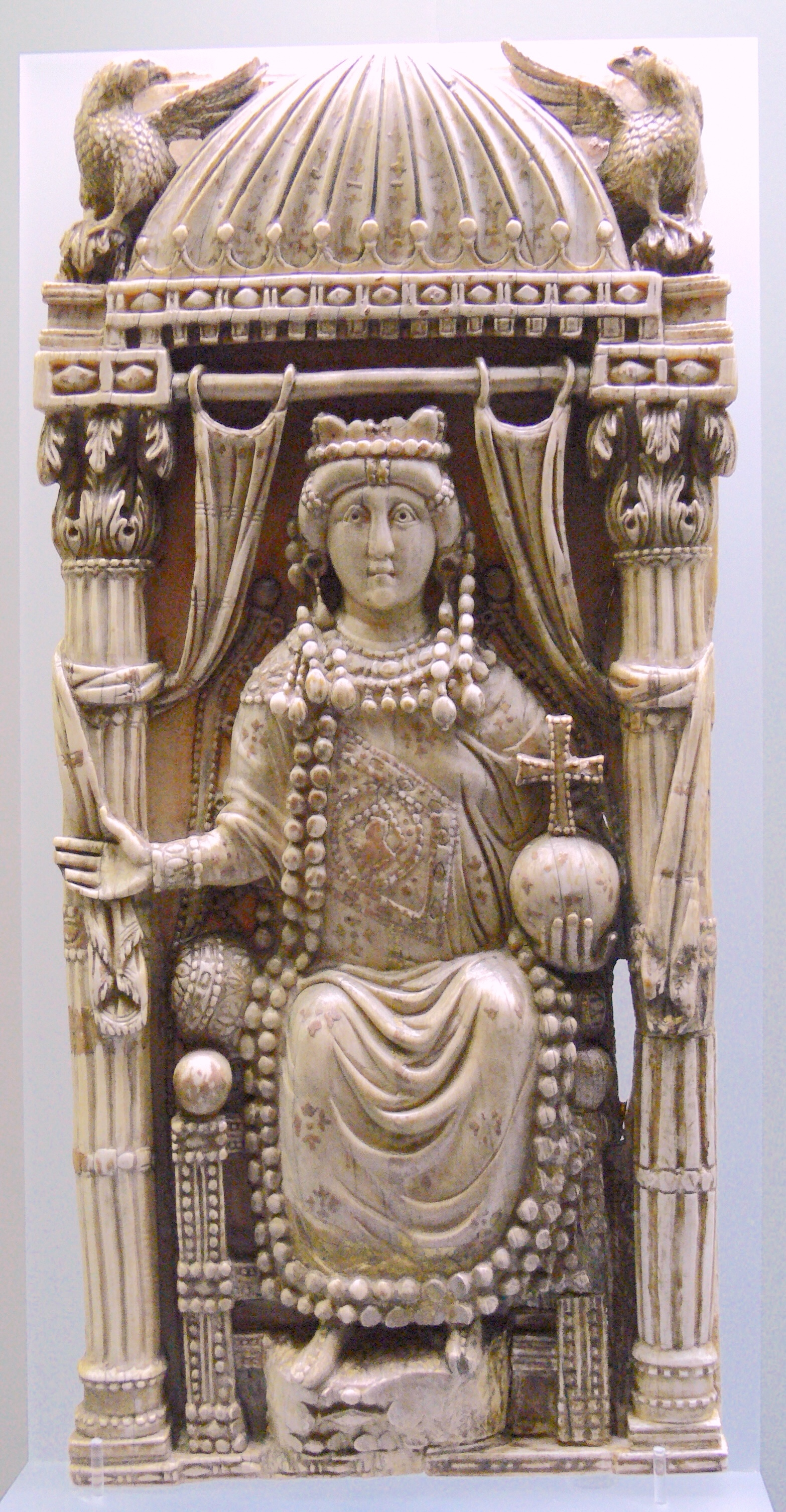
KHM Wien Kaiserin Ariadne X 39
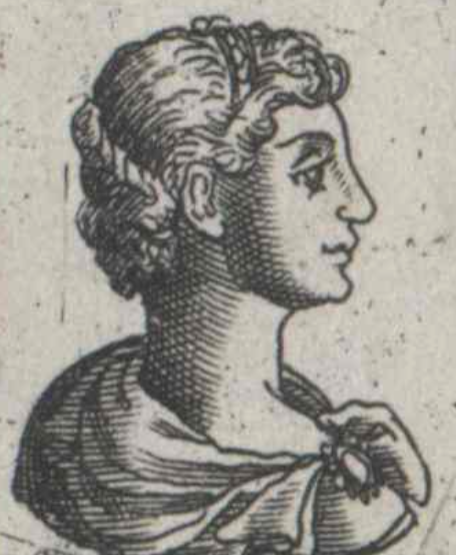
Ariadne, wife of Zeno and Anastasius I
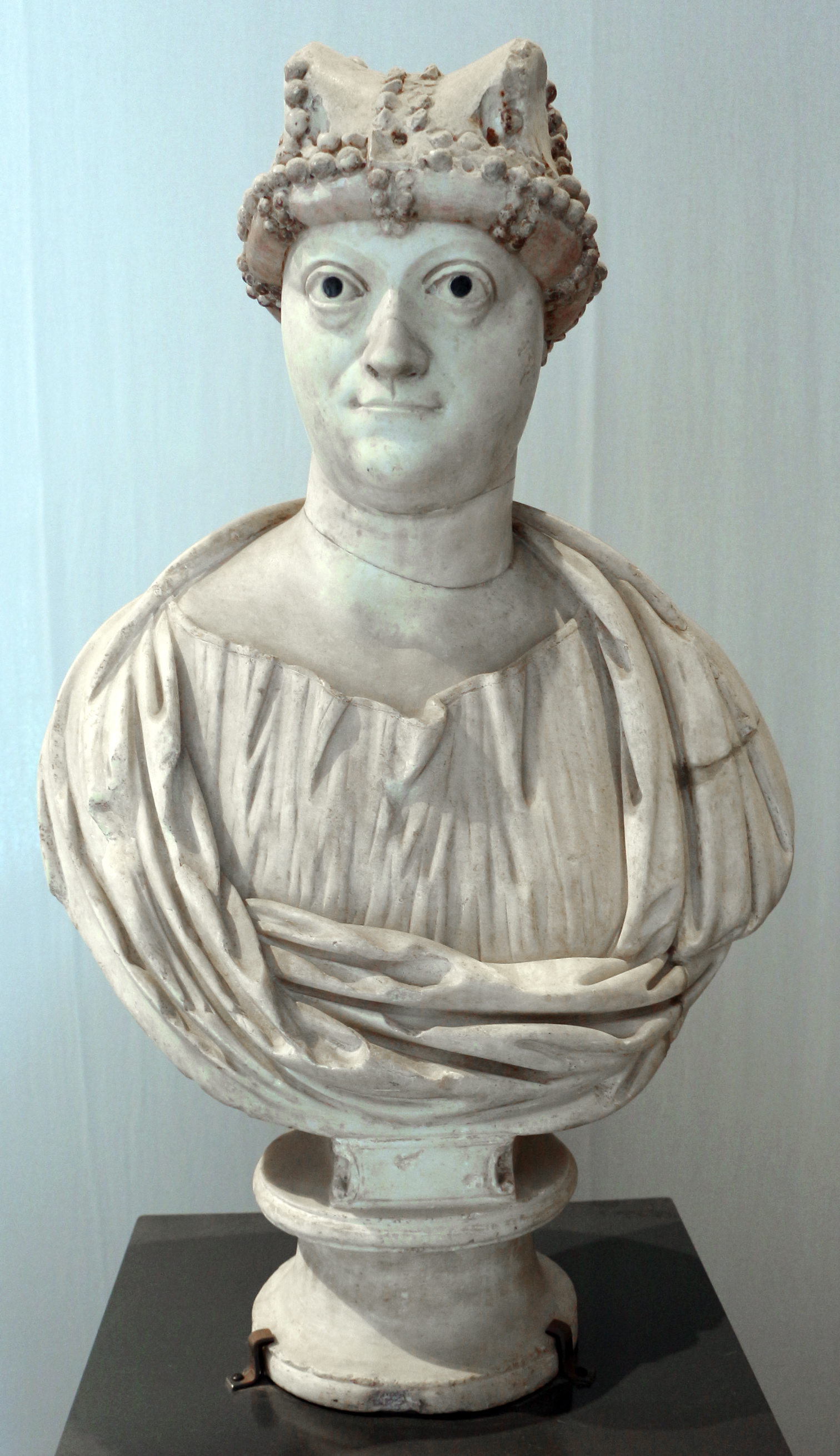
Ritratto femminile di tipo ariadne-amalasunta, 490-510 dc ca. (museo del laterano)